# Eivind Karlsbakk
Eivind Vorren Karlsbakk (Eid, 4 maggio 1975) è un ex calciatore norvegese, di ruolo attaccante.

## Biografia
È il padre di Daniel Karlsbakk.

## Carriera

### Club
Karlsbakk giocò con le maglie di Brann e Sogndal, prima di passare al Bryne. Nel 2002 passò allo Åsane, per cui esordì il 14 aprile: sostituì Petter Bakke nella sconfitta per 3-1 contro lo Hønefoss. Il 9 maggio segnò la prima rete, nel 2-1 inflitto al Tollnes.
L'anno seguente passò al Mandalskameratene. Debuttò in squadra il 13 aprile 2003, subentrando a Tore Hansen nel successo per 1-0 sullo Start, dove realizzò il gol della vittoria. Rimase in squadra fino al 2005.
Dal 2007 al 2008 fu in forza al Rosseland, per farvi ritorno dal 2011 al 2013.

### Nazionale
Karlsbakk giocò 15 incontri per la Norvegia under 21, con 2 reti all'attivo. Il primo incontro lo disputò il 31 maggio 1994, quando sostituì Rune Stakkeland nella vittoria per 2-0 sulla Danimarca under 21. Il 4 agosto segnò la prima rete, nel successo per 2-1 sull'Egitto under 21.